# دانیل باربارو

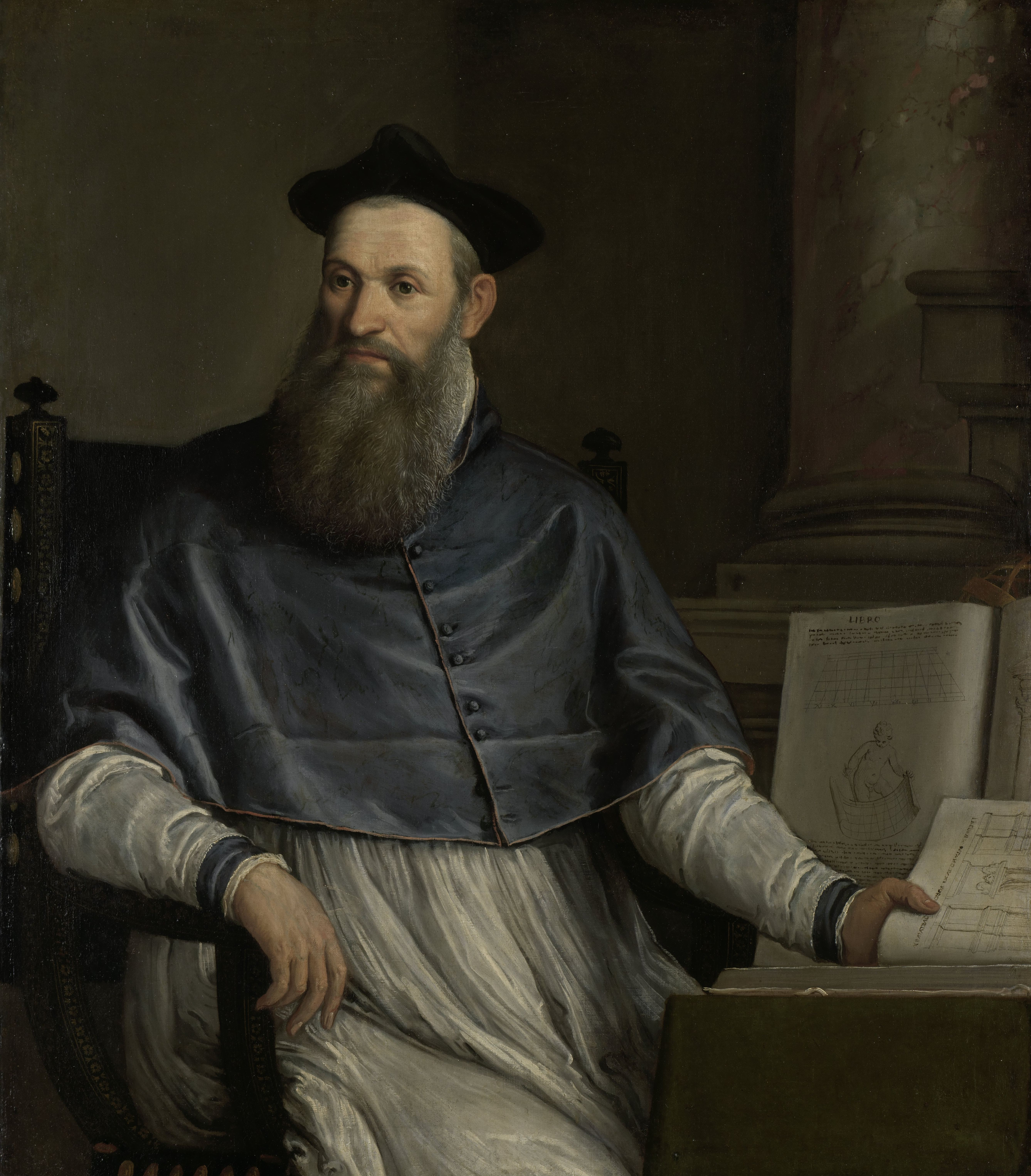
تصویر نقاشی باربارو پائولو ورونسه

دانیل ماتئو آلویس باربارو (به ایتالیایی: Daniele Matteo Alvise Barbaro) (زادروز ۸ فوریه ۱۵۱۴ – درگذشته ۱۳ آوریل ۱۵۷۰ میلادی ۱۵۷۰) مترجم و مفسر ایتالیایی کتاب‌مقدس بود. او در سال ۱۵۶۸ میلادی نحوهٔ عملکرد دیافراگم و کارکرد عدسی در دوربین تاریکخانه‌ای را شرح داد و تحول مهمی در عکاسی به وجود آورد.

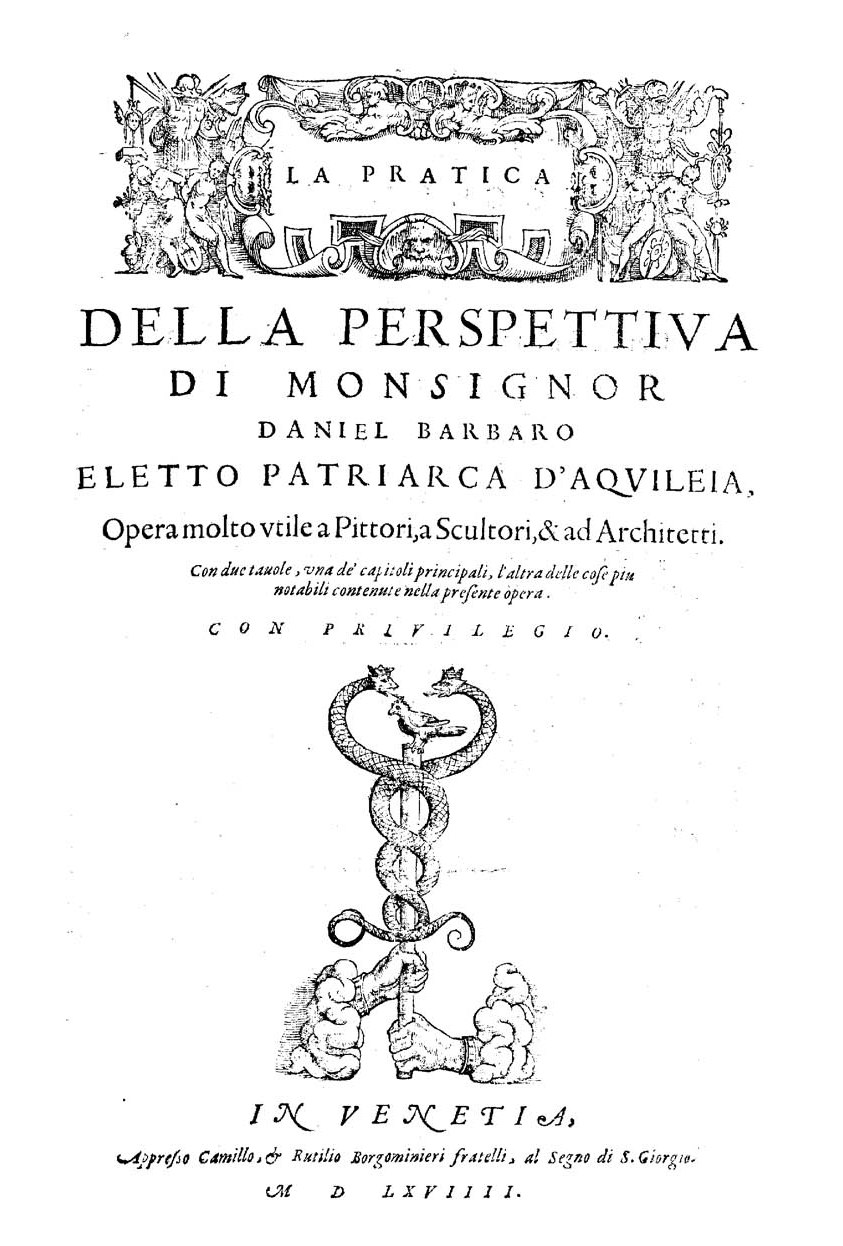
Pratica della perspettiva, 1569